# Raymond Floyd
Raymond Loran "Ray" Floyd (nascido em 4 de setembro de 1942) é um golfista profissional norte-americano que ganhou quatro torneios majors: em 1976 no Masters de Golfe, em 1986 no Aberto dos Estados Unidos e em 1969 e 1982 no Campeonato da PGA.
Obteve 22 vitórias, 24 segundos lugares e 163 top 10 no Circuito PGA.
Natural de Fort Bragg, do estado da Carolina do Norte, Raymond foi introduzido no Hall da Fama do Golfe Mundial em 1989.